# Lymeon brasiliensis
Lymeon brasiliensis là một loài tò vò trong họ Ichneumonidae.